# Carathea
Carathea es un género de arañas araneomorfas de la familia Malkaridae. Se encuentra en Tasmania.

## Lista de especies
Según The World Spider Catalog 12.0:
- Carathea miyali Moran, 1986
- Carathea parawea Moran, 1986